# Домикайтите, Дануте
Дану́те Домикайтите (лит. Danutė Domikaitytė, род. 15 февраля 1995) — литовская спортсменка, борец вольного стиля, бронзовый призёр чемпионата Европы 2020 года. Участница I и II Европейский игр.

## Биография
Борьбой занимается с детства с 2004 года. На международных спортивных соревнованиях по борьбе выступает с 2011 года. Призёр чемпионата мира и Европы среди юниоров.
В 2015 году приняла участие в соревнованиях по борьбе на I Европейских играх, которые состоялись в городе Баку. В весовой категории до 69 килограмм она заняла итоговое тринадцатое место.
Принимала участие в квалификационном турнире к летним Олимпийским играм в Рио-де-Жанейро, который проходил в Стамбуле. Заняла итоговое пятое место и не попала в число спортсменов, участвующих в играх в Бразилии.
В 2017 году на чемпионате по борьбе среди северных стран, который проходил в Литве, в категории до 69 кг, стала победительницей. В 2018 году в Швеции на аналогичном соревновании повторила свой успех.
В 2019 году приняла участие в соревнованиях по борьбе на II Европейских играх в Минске. В весовой категории до 68 кг заняла итоговое пятое место.
В феврале 2020 года на чемпионате континента в итальянской столице в весовой категории до 68 кг Дануте в схватке за бронзовую медаль победила спортсменку из Германии Анну Шелл и завоевала бронзовую медаль взрослого чемпионата Европы, первую столь важную для себя награду в карьере.